# A szerelem ösvényein
A szerelem ösvényein (eredeti cím: Wild Mountain Thyme) 2020-ban bemutatott koprodukciós romantikus filmvígjáték, amelyet az Outside Mullingar című színdarabja alapján John Patrick Shanley írt és rendezett. A főbb szerepekben Emily Blunt, Jamie Dornan, Jon Hamm, Dearbhla Molloy és Christopher Walken látható.
Az Amerikai Egyesült Államokban 2020. december 11-én a Bleecker Street, az Egyesült Királyságban 2021. április 30-án a Lionsgate forgalmazásában PVOD-on keresztül került a mozikba.

## Cselekmény
Az események Írországban, Mullingar környékén játszódnak. Anthony Riley és Rosemary Muldoon szomszédos farmokon nőttek fel, és gyermekkoruk óta ismerik egymást. Rosemary kiskorától kezdve szerelmes a szomszédjába, a férfi is odavolt érte, de kapcsolatuk nem alakult ki. Anthony még mindig nem meri kimutatni érzelmeit. A környéken mindenki csodabogárnak tartja a farmert, aki könnyebben kommunikál az állatokkal, mint az emberekkel.
Múlnak az évek. Anthony apja, Tony Riley hirtelen közli fiával, hogy nem áll készen a farm megöröklésére. Eszébe jutott amerikai unokaöccse, Adam létezése. Tony New Yorkból ide repül, és nagyvárosi sármjával próbálja megnyerni Rosemary bizalmát. Az idő múlásával Tony haldoklik, és az utolsó pillanatban meggondolja magát: Anthonyra hagyja a farmot. Úgy dönt, fiának még lehetőséget kell teremtenie a szomszédjához való kapcsolatteremtésre. Tony végül meghal, Rosemary édesanyja pedig elhunyt. A szomszédok egyedül maradnak. Rosemary hajlandó türelmesen kivárni, amíg a szomszéd elhatározza magát a vallomásra, de Anthony-nak közben elveszíti édesanyja jegygyűrűjét, amit az apja hagyott rá. Anthony reménytelenül keresi a mezőkön egy aknakereső készülékkel. Rosemary, aki rajong a balettért, egy napra New Yorkba utaztatja Adamet, hogy részt vegyen a Hattyúk tava című előadáson. Az esti búcsúzáskor az amerikai megcsókolja Rosemaryt. Adam közli Anthonyval, Írországba fog repülni, hogy megkérje Rosemary kezét.
Anthony ennek hallatán, mit sem törődve a zuhogó esővel, elindul megkeresni a gyűrűt. Rosemary ezt látva megragadja a kezdeményezést, és erőszakkal a házába viszi a férfit. Megfenyegeti, lelövi egy sörétes puskával, ha Anthony nem szedi össze a bátorságát és nem beszél. Anthonynak választ kell adnia arra, miért húzta az időt ennyi éven át. A nehéz beszélgetés eredményeként vonakodva bevallja, hogy őrült, és méhnek képzeli magát, a nőt pedig, akit szeret, virágnak. Rosemary azt válaszolja, hogy ezzel együtt tud élni, ő maga sem egészen megfelelő, farmer lévén balerinának képzeli magát. Kiderül, Anthony gyűrűjét a háza közelében megtalálta. A szerelmesek megcsókolják egymást. Adam a repülőn megismerkedik egy másik nővel, akibe beleszeret. Rosemary és Anthony boldog házasságban élnek. A film végén egy bárban duetteznek, és eléneklik a Wild Mountain Thyme című dalt.

## Szereplők
| Szerep           | Színész                   | Magyar hang       |
| ---------------- | ------------------------- | ----------------- |
| Rosemary Muldoon | Emily Blunt               | Németh Borbála    |
| Rosemary Muldoon | Abigail Coburn (fiatalon) | Schmidt Karolina  |
| Anthony Reilly   | Jamie Dornan              | Szatory Dávid     |
| Anthony Reilly   | Darragh O’Kane (fiatalon) | Kadosa Patrik     |
| Adam Kelly       | Jon Hamm                  | Fekete Ernő       |
| Tony Reilly      | Christopher Walken        | Barbinek Péter    |
| Aoife Muldoon    | Dearbhla Molloy           | Zsurzs Kati       |
| Chris Muldoon    | Don Wycherley             | Forgács Gábor     |
| Maeve            | Danielle Ryan             | Sipos Eszter Anna |
| Cleary           | Barry McGovern            |                   |
| Eleanor          | Lydia McGuinness          |                   |

### Magyar változat
- Magyar szöveg: Minya Ágnes
- Hangmérnök: Halas Péter
- Vágó: Győrösi Gabriella
- Gyártásvezető: Vigvári Ágnes
- Szinkronrendező: Szalay Csongor
- Produkciós vezető: Jávor Barbara

A szinkront a Direct Dub Studios készítette el.

## A film készítése
2019 májusában jelentették be, hogy John Patrick Shanley írja és rendezi Outside Mullingar című darabjának adaptációját Jamie Dornan és Holliday Grainger főszereplésével. Augusztusra Emily Blunt, Jon Hamm, Christopher Walken és Dearbhla Molloy is csatlakozott a szereplőgárdához, Blunt Grainger szerepét váltotta, Molloy pedig a darabból ismert alakítását vette át.
A forgatás 2019. szeptember 30-án kezdődött az írországi Crossmolinában, Mayo megyében. A Mayo megyei Ballinában folytatódott, és több mint öt hétig tartott. A filmben kiemelt szerepet kapott Nephin.

## Bemutató
Az Amerikai Egyesült Államokban 2020. december 11-én jelent meg. Az előzetest 2020. november 10-én adták ki, és kritika érte a pontatlan ír akcentus és az elcsépelt sztereotípiák felelevenítése miatt. Shanley kijelentette, senki sem értené meg a karaktereket, ha úgy beszélnének, mint a rokonok, és „az akcentust a nemzetközi nézők számára is elérhetőbbé kell tenni”.
A debütáló hétvégén a nyolcadik legtöbbet kölcsönzött film volt a FandangoNow-n.
A film 2021. február 2-án jelent meg DVD-n, Blu-ray vagy 4K UHD formátum nélkül.

## Filmzene
A filmzenealbum 2020 decemberében jelent meg digitálisan, Amelia Warner zenéjével és Sinéad O’Connor egy eredeti dalával.